# Langar

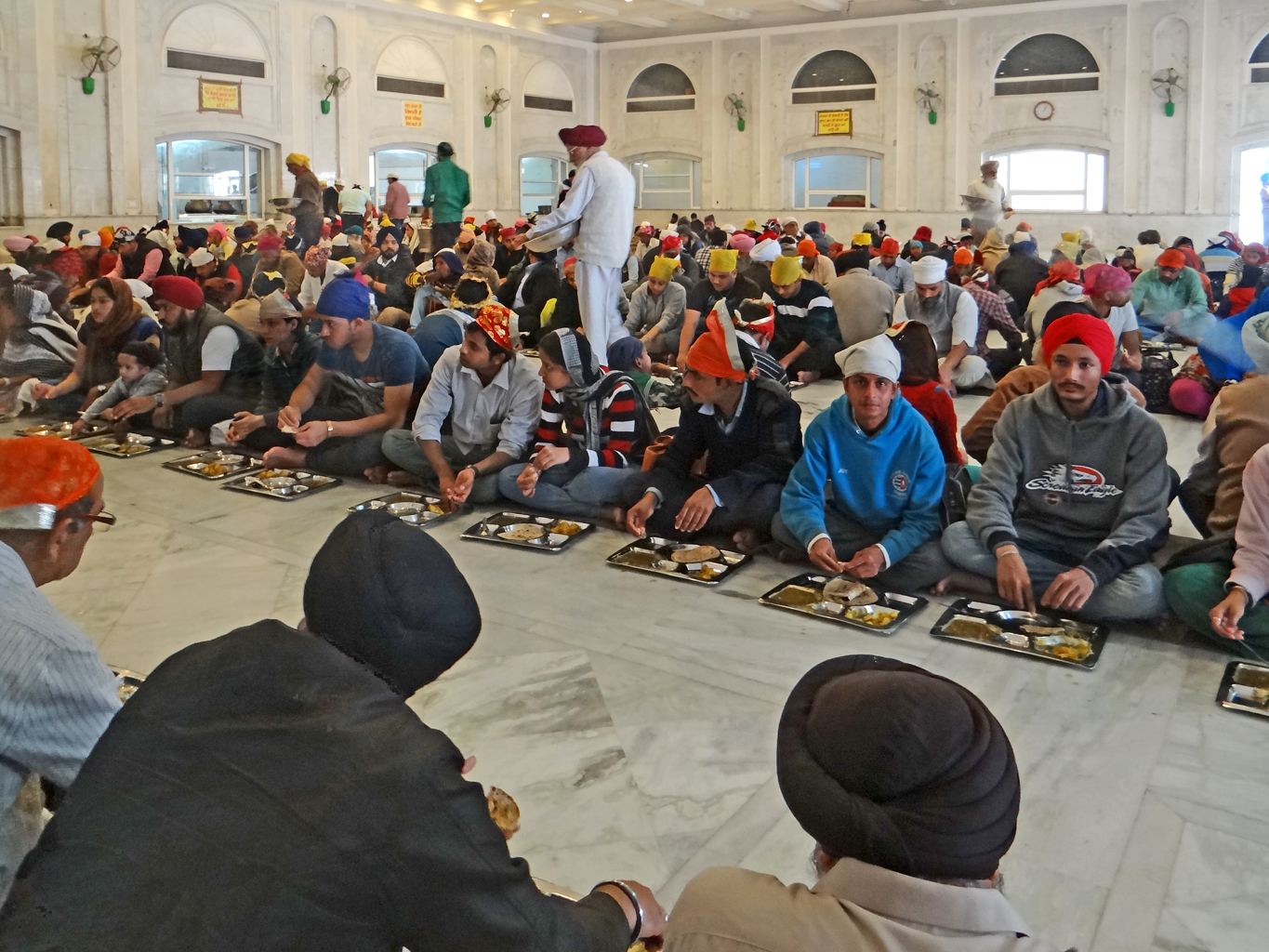
Uma refeição comunitária no Gurdwara Bangla Sahib, em Nova Délhi, Índia.

Langar (em panjabi:  ਲੰਗਰ, "cozinha") é o termo usado na religião sique para a cozinha/cantina comunitária onde se servem refeições num Gurdwara a todos os visitantes, sem distinção de fé, religião ou origem, gratuitamente.
No langar, serve-se somente comida vegetariana para garantir que todas as pessoas, independentemente de suas restrições alimentares, possam comer como iguais. A exceção à prática vegetariana do langar é onde os Nihangs (na Índia) servem carne durante o Holla Mohalla, e a denominam Mahaprasad. Há também variações do langar, como por exemplo em Hazur Sahib, onde a carne é incluída.

## História
O langar é uma prática iniciada por Fariduddin Ganjshakar (Baba Farid, 1179-1266), um muçulmano da ordem chishti sufi. Tornou-se uma prática comum entre os sufis da Ásia Meridional que mais tarde foi adotada e adaptada pelos siques. No siquismo, acredita-se que a prática do langar (cozinha comunitária) tenha sido adotada pelo primeiro guru sique, Guru Nanak (1469-1539). Foi desenvolvida para preservar e manter o princípio da igualdade entre as pessoas, independentemente de religião, casta, cor, credo, idade, gênero, ou status social, um conceito revolucionário na sociedade indiana do século XVI, estratificada por castas, na qual o siquismo se originou. Juntamente com os ideais de igualdade, a tradição do langar expressa a ética do compartilhamento, da comunidade, da inclusão e da unicidade da humanidade. "...a Luz de Deus está em todos os corações."
Após o segundo guru sique, Guru Angad (1504-1552), a instituição do langar modificou-se ligeiramente, e a carne parece ter sido excluída das refeições comunitárias. A razão citada pelos historiadores é a busca da acomodação e da não alienação dos membros vaishnavitas da comunidade

## Etiqueta
A instituição do Guru ka langar serviu à comunidade de muitas formas: através da garantia de que os siques participem das tarefas de serviço altruísta em favor da humanidade. Mesmo as crianças siques também ajudam a servir comida às pessoas para a promoção do sangat (fraternidade). O langar também ensina a etiqueta de se alimentar em comunidade, grande parte no processo de preservação da virtude da igualdade de todos os seres humanos, provendo um santuário seguro onde as pessoas são bem-vindas e acolhidas. Pessoas de todas as classes da sociedade são bem-vindas nos gurudwaras.
As refeições normalmente são servidas duas vezes ao dia, todos os dias do ano. Reportagens atestaram que as maiores salões de refeição comunitários em Délhi preparam entre 50 000 e 70 000 refeições por dia. No Harmandir Sahib (Templo Dourado de Amritsar) quase 100 000 pessoas jantam todos os dias e o serviço na cozinha estende-se a quase 20 horas diárias. A cada semana uma ou mais famílias voluntariam-se para preparar o langar. Isto é muito generoso, pois pode haver de várias centenas a milhares de pessoas para serem alimentadas e fornecedores não são permitidos. Toda a preparação, cozimento e lavagem também é feita por voluntários, denominados sewadars.

## Langarsa céu aberto
À parte a condição regular de atrelamento dos langars aos gurdwaras, há a realização da langars a céu aberto durante festivais e gurpurbs (comemorações de aniversários dos gurus). Esses langars estão entre as mais frequentadas cozinhas comunitárias do mundo: até 100 000 pessoas podem participar de uma refeição conjunta durante esses langars. Onde quer que os siques estejam, eles estabeleceram langars para todos. Em suas orações, os siques buscam o favor do Todo-Poderoso: “Loh langar tapde rahin” ("que os pratos quentes dos langars permaneçam sempre em serviço").